# Chiasmocleis jimi
Chiasmocleis jimi és una espècie de granota que viu al Brasil als boscos dels estats de Pará i l'Amazones, on es creu que té una població estable, però la manca de dades suficients impedeix assegurar-ho. Probablement habiti també a Colòmbia. Concentra la seva activitat a la nit, com altres espècies similars.